# Yusaku Matsuda
Yusaku Matsuda (Japans: 松田 優作, Matsuda Yūsaku) (Shimonoseki, 21 september 1949 - Tokio, 6 november 1989) was een Japanse acteur.
Hij begon zijn carrière als acteur op drieëntwintigjarige leeftijd als beginnende politieagent in de Japanse televisieserie Taiyo ni hoero!. Ook speelde hij een belangrijke rol in de Japanse televisieserie Tantei Monogatari, waarin hij een incompetente privé-detective neerzette. Sindsdien speelde hij in verschillende televisieseries en films. Zijn specialisatie lag in het genre fysieke actiefilms.
In 1989 speelde hij een rol in de door Ridley Scott geregisseerde film Black Rain, waarin hij de rol van Yakuza-lid speelde. Dankzij deze rol werd hij ook in het buitenland bekend. Echter, kort nadat hij de film gemaakt had overleed hij ten gevolge van blaaskanker.